# Прокріда
Прокрі́да (дав.-гр. Πρόκρις, gen.: Πρόκριδος) — у грецькій міфології афінська царівна, третя дочка Ерехтея, царя Афін, та його дружини Праксітеї, дочки Фразима та Діогенеї. Софокл написав трагедію під назвою «Прокріда», яка була втрачена, як і версія, що міститься в «Грецькому циклі», але принаймні шість різних описів її історії все ще існують.
Відома за міфами про те, як загинула, застрелена власним чоловіком через хибні підозри, що той їй зраджує.

## Сім'я

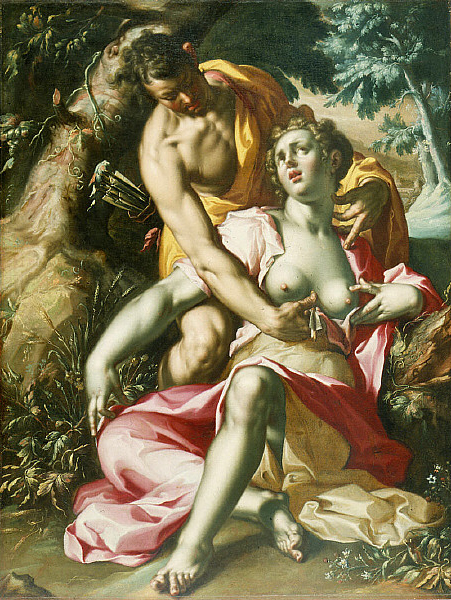
Смерть Прокріди, Йоахем Втеваель (близько 1595—1600)

Сестрами Прокріди були Креуса, Орітія, Хтонія, Протегенія, Пандора і Меропа, а її братами Кекропс, Пандор, Метіоніл, і, можливо, Орней, Теспій, Евпалам і Сікіон. Вона вийшла заміж за Кефала, сина царя Діонея з Фокіса.

## У міфології

### Ферекід
Найдавніша версія історії Прокріди походить від Ферекіда з Афін. За нею, чоловік Прокріди Кефал не повертався додому 8 років, тому що він хотів випробувати Прокріду. Коли він все ж повернувся, то, замаскований, спокусив її. Хоча вони і помирилися, Прокріда запідозрила, що у її чоловіка є коханка, тому що він часто буває на полюванні. Слуга сказав їй, що Кефал покликав Нефелу (хмару) прийти до нього. Прокріда пішла за ним наступного разу, коли він вирушив на полювання, і вистрибнула з хащів, коли почула, як він знову кличе Нефелу. Переляканий, Кефал вистрілив у неї, вважаючи, що це дика тварина, і вбив.

### Овідій

#### Рання версія
Овідій розповідає про ті ж події дещо інакше в третій своїй книзі «Мистецтво кохання». У цій ранішій роботі не згадується жодна богиня, а історія розповідається як застереження від довірливості. Кефал зовсім невинно просив прохолодний вітерець (Зефіра або Ауру) підійти до його гарячих грудей, коли він лежав у тіні після полювання.
Ці слова хтось підслухав і переказав Прокріді, яка зблідла від жаху, що її чоловік любить іншу, і, розлючена, помчала в долину, а потім тихо прокралася до лісу, де полював Кефал. Коли вона побачила, як він ліг на траву охолонути й покликав Зефіра, щоб той прийшов на допомогу, Прокріда зрозуміла, що уявне ім'я коханця було лише назвою вітру. Вона радісно піднялася, щоб кинутися в обійми чоловіка, але, почувши шелест листя, Кефал випустив стрілу, думаючи, що там дикий звір. Вмираючи, жінка журилася, що вітер, ім'ям якого її обдурили, тепер понесе її дух, а її чоловік плакав, тримаючи її на руках.

#### Пізня версія

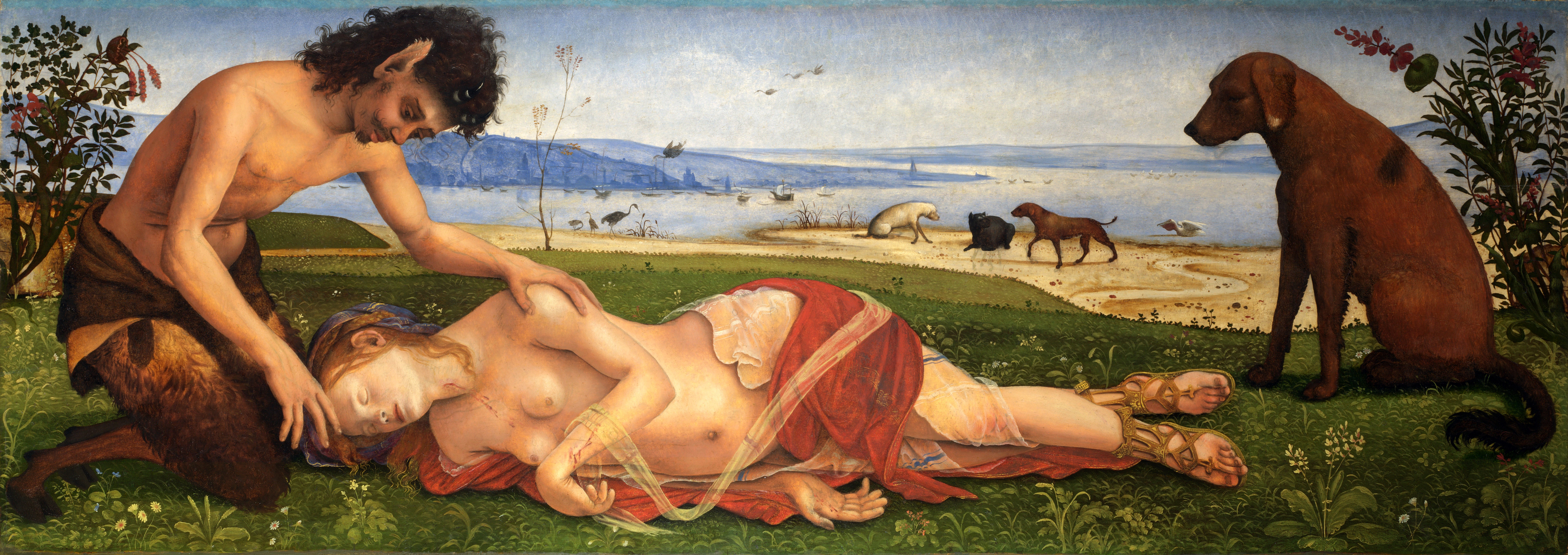
Смерть Прокріди, П'єро ді Козімо (бл. 1486–1510)

У пізнішій оповіді Овідія, богиня світанку Еос (Аврора для римлян) викрадає Кефала, коли той полює, але Кефал починає тужити за Прокрідою. Незадоволена Еос повертає Кефала його дружині, але пропонує показати Кефалу, як легко Прокріду спокусить незнайомець. Тому він переодягнений повертається додому. Він змушує Прокріду «вагатися», пообіцявши їй гроші, перш ніж стверджувати, що вона невірна. Прокріда тікає, плануючи дати клятву Діані, проте пізніше її вмовляють повернутися до чоловіка, принісши йому в подарунок чарівний спис і мисливську собаку. Сцена метаморфози зосереджена на собаці, яка завжди ловить свою здобич і навіть невловиму лисицю; Юпітер перетворює обох (собаку та лисицю) на камінь.
Розповідь повторюється з кінцем, подібним до Ферекідового, де Прокріді повідомляють про те, що її чоловік кликав «Ауру», латинське слово для вітерця. Кефал вбиває її випадково, коли вона ворушиться в кущах поблизу, засмучена його кликанням «коханої Аури» «підійти до нього на коліна і полегшити його спеку». Прокріда помирає у нього на руках після того, як благає чоловіка не дозволяти Аурі зайняти її місце як його дружини. Він пояснює їй, що це був «лише вітер», і вона помирає у спокої.

### Аполлодор, Гігін і Антонін

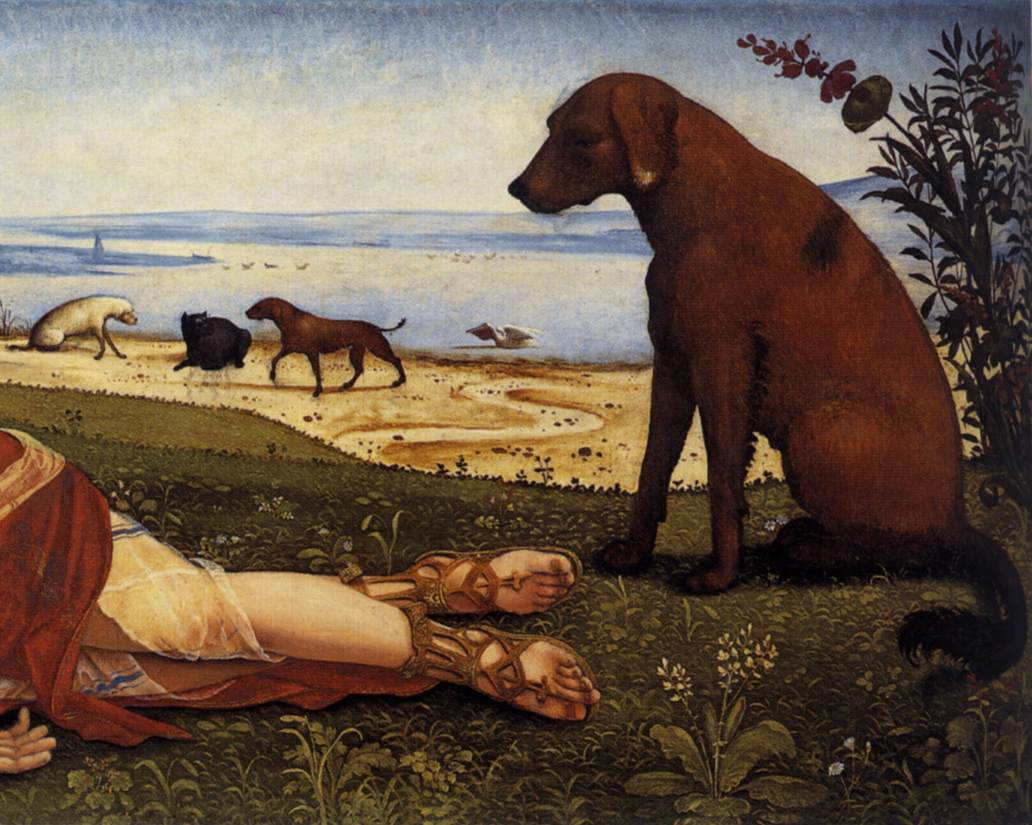
Лелап

Твір «Бібліотека» дає зовсім іншу характеристику Прокріди. Він стверджує, що Прокріда була підкуплена золотою короною, щоб переспати з Птелеоном, але її чоловік виявив у його ліжку. Потім вона втекла до Міноса , якого його дружина Пасіфая прокляла за те, що він вивергав скорпіонів, змій і багатоніжок, які вбивали його коханок зсередини. Вона допомогла вилікувати царя від його генітальної хвороби за допомогою трави Церцеї, і їй подарували собаку, від якої не міг уникнути жодна здобич, і спис, який ніколи не промахується. «Бібліотека» пише, що вона віддала собаку і спис своєму чоловікові, і вони помирилися.
Гігін (який стверджує, що собака і спис — це подарунок богині Артеміди) і Антонін Лібераліс однак, пишуть, що вона переодяглася хлопчиком і спокусила свого чоловіка, щоб він теж був винен, і вони помирилися. За словами останнього, незрозуміла хвороба Міноса не тільки вбивала його коханок, але й завадила йому та Пасіфаї мати дітей. Та Прокріда вставила у лоно його дружини козячий міхур (винайшовши своєрідний первісний презерватив), сказала Міносу, щоб він кінчив туди, а потім відправила його дружині; таким чином, пара змогла завагітніти, і Мінос подарував їй свій спис і собаку як подарунки вдячності.

### Собака і лисиця
Ім'я собаки було Лелап. Історія полювання на Тевмесську лисицю, яку ніколи не можна було зловити, і яку Зевс перетворив на камінь разом із собакою Прокріди, коли собака полював на неї, та про смерть Прокріди розповідається в одному з втрачених ранніх грецьких кіклічних епосів, швидше за все, Епігоній.

### Середньовічна традиція
Вона згадується в «De Mulieribus Claris», збірці біографій історичних і міфологічних жінок з боку флорентійського автора Джованні Боккаччо, складений в 1361 році  –  62. Вона примітна як перша збірка, присвячена виключно біографії жінок у західній літературі.